# Bentota Division
Bentota Division är en division i Sri Lanka.   Den ligger i provinsen Southern Province, i den sydvästra delen av landet, 60 km söder om huvudstaden Colombo.